# Corba característica de funcionament del receptor

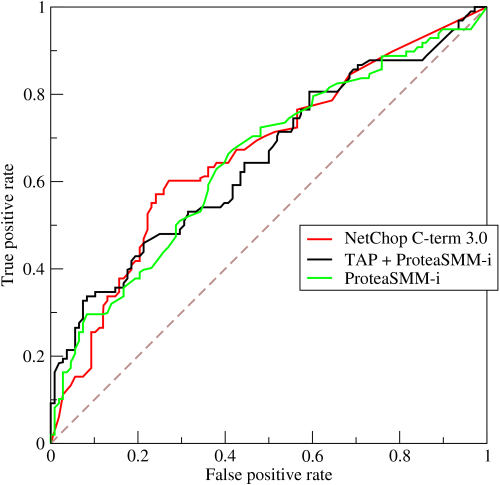
Corba ROC de tres predictors de l'escissió de pèptids al proteasoma.

Una corba característica de funcionament del receptor, o corba ROC, és una gràfica que il·lustra la capacitat de diagnòstic d'un sistema de classificació binària a mesura que es varia el seu llindar de discriminació. El mètode es va desenvolupar originalment per als operadors de receptors de radar militars a partir de 1941, cosa que va donar lloc al seu nom.

## Descripció

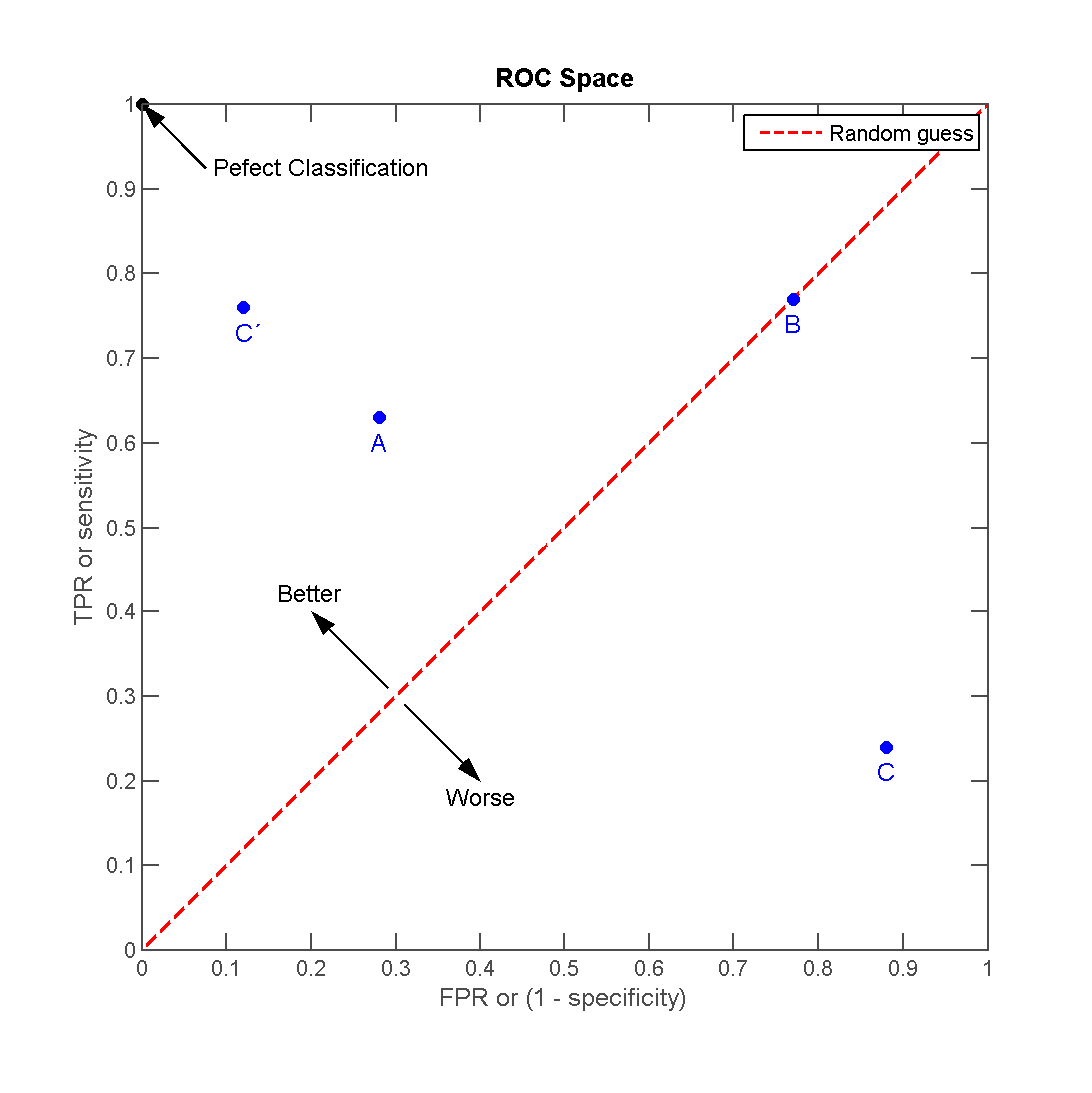
L'espai ROC i gràfics dels quatre exemples de predicció.

La corba ROC es crea traçant la taxa de veritables positius (TPR) contra la taxa de falsos positius (FPR) a diversos paràmetres de llindar. La taxa de veritables positius també rep el nom de sensibilitat, reclam o probabilitat de detecció, mentre que a la taxa de falsos positius també es coneix com a especificitat o probabilitat de falsa alarma. La corba ROC també es pot pensar com una gràfica de la potència en funció de l'error de tipus I de la regla de decisió (quan el rendiment es calcula només a partir d'una mostra de la població, es pot considerar com a estimadors d'aquestes quantitats). La corba ROC és, per tant, la sensibilitat en funció de l'especificitat. En general, si es coneixen les distribucions de probabilitat tant per a la detecció com per a la falsa alarma, la corba ROC es pot generar traçant la funció de distribució acumulada (àrea sota la distribució de probabilitat de {\displaystyle -\infty } al llindar de discriminació) de la probabilitat de detecció en l'eix y enfront de la funció de distribució acumulada de la probabilitat de falsa alarma a l'eix x.
L'anàlisi ROC proporciona eines per seleccionar models possiblement òptims i descartar-ne els subòptims independentment (i abans d'especificar el context) de costos o la distribució de classes. L'anàlisi ROC està relacionada d'una manera directa i natural amb l'anàlisi de cost-benefici de la presa de decisions de diagnòstic.

## Espai ROC

L'espai ROC per a un classificador "millor" i "pitjor".

L'àrea sota la corba ROC, també anomenada espai ROC, representa la capacitat discriminatòria del model. El seu valor va de 0 a 1, on un valor de 1 indicaria un model perfecte, mentre que un valor de 0.5 indica que el model no és millor que un classificador a l'atzar.